# Poison Ivy (Batman)
Poison Ivy (echte naam Pamela Lillian Isley) is een fictieve superschurk uit de Batmanstrips van DC Comics. Ze werd bedacht door Robert Kanigher en Sheldon Moldoff.

## Achtergrond
Poison Ivy staat bekend als een van ’s werelds prominentste ecoterroristen. Ze gebruikt giffen uit planten en uit haar eigen lichaam voor haar criminele doeleinden. Met deze giffen heeft ze onder anderen Batman en Superman al eens in haar macht gekregen. Ivy werkt geregeld samen met Harley Quinn.
Ivy was aanvankelijk niet echt populair en werd maar zelden gebruikt in de Batmanstrips. Haar populariteit steeg toen het feminisme toenam, en er behoefte was aan meer sterke onafhankelijke vrouwelijke schurken. Ivy nam toen de rol van de steeds sympathieker wordende Catwoman over als Batmans primaire vrouwelijke tegenstander.

## Biografie
Ivy’s achtergrondverhaal kent twee versies. Oorspronkelijk was ze een veelbelovende botanicus uit Seattle, die werd verleid door Marc LeGrande om hem te helpen bij het stelen van een oud Egyptisch kunstvoorwerp. Vrezend dat ze hem achteraf zou verraden, probeerde hij haar te vergiftigen met de zaden uit dit kunstvoorwerp. Ze overleefde de aanslag, en werd immuun voor alle natuurlijke giffen en ziektes.
Na het verhaal Crisis on Infinite Earths werd Ivy’s achtergrond aangepast. In deze nieuwe versie kwam ze uit een rijke familie. Haar ouders waren gescheiden. Ze studeerde geavanceerde biochemie aan een universiteit onder Dr. Jason Woodrue. Woodrue gebruikte de verlegen Ivy als proefkonijn voor zijn experimenten met giffen, wat haar transformatie veroorzaakte. Bijna tweemaal stierf ze door het gif, wat haar uiteindelijk tot waanzin dreef. Ze verliet Seattle en vertrok naar Gotham. Daar pleegde ze haar eerste misdaad door de stad te gijzelen met giftige sporen. Haar plan werd gestopt door Batman. Sindsdien heeft Ivy altijd een obsessie gehad met hem.
Over de jaren ontwikkelde Ivy meer krachten, waaronder het manipuleren van planten en een dodelijk gif dat ze via haar lippen kon verspreiden.
In latere strips werd onthuld dat Ivy haar misdaden pleegt om aan geld te komen zodat ze een plek kan vinden waar ze alleen met haar planten kan leven. Eenmaal kreeg ze bijna haar wens: ze vertrok naar een verlaten eiland in het Caraïbisch gebied en veranderde dit in een paradijs. Dit eiland werd gebombardeerd door een Amerikaans bedrijf dat een nieuw wapen wilde testen, en Ivy was gedwongen te vluchten.
Dat Ivy niet puur slecht is werd duidelijk in de “No Man’s Land” verhaallijn. In deze verhaallijn werd Gotham City getroffen door een aardbeving en grotendeels verwoest. In plaats van te proberen de verwoeste stad te veroveren, zoals de meeste van Batmans vijanden, koos Ivy ervoor om een voormalig park te veranderen in een tropische tuin waar zij en een aantal kinderen die door de aardbeving hun ouders hadden verloren konden leven. Hun leven werd verstoord door Clayface, die Ivy en de kinderen gevangennam. Batman kwam haar uiteindelijk te hulp.
Ivy is lid geweest van een aantal superschurkenteams. Naast Batman heeft ze ook gevochten met Superman.

## Krachten en vaardigheden
De gevaarlijke experimenten met zowel dierlijke als plantaardige giffen hebben Ivy veranderd in een levende giffabriek. Ze is zelf immuun voor alle natuurlijke giffen, bacteriën en virussen, maar kan anderen makkelijk vergiftigen door ze aan te raken. Haar favoriete manier van vergiftiging is via een kus.
Ivy heeft een grote macht over planten. In sommige strips wordt ze zelf neergezet als een plant/mens hybride die zonlicht nodig heeft om te overleven. Ze kan zelfs communiceren via planten. Haar controle over planten is in de afgelopen jaren sterk toegenomen.
Ivy’s uiterlijk en haar giffen maken dat ze gemakkelijk zowel mannen als vrouwen kan verleiden. Haar giffen hebben verschillende effecten waaronder gedachtenbeheersing.
Ivy gebruikt vaak een kruisboog en liaanzweep als wapen. Haar atletische vaardigheden zijn groter dan die van de gemiddelde mens. Ze is tevens een snelle renner en zwemmer.
Ivy heeft vaak plantwezens gemaakt om haar te helpen bij haar misdaden. Voorbeelden zijn de Feraks, de Harvest en de Green Ghosts.

## In andere media

### Films
- Ivy werd gespeeld door Uma Thurman in de film Batman & Robin. In deze film was ze oorspronkelijk een wetenschapper in een lab in Zuid-Amerika. Ze was geobsedeerd door het maken van een dier/plant hybride die zou kunnen terugvechten tegen de mens. Door toedoen van haar baas, Jason Woodrue, veranderde ze in Poison Ivy. Later in de film komt ze naar Gotham City en gaat samenwerken met Mr. Freeze. Ze weet Batman en Robin uit elkaar te drijven, maar wordt uiteindelijk verslagen door nieuwkomer Batgirl.
- Ivy verschijnt in LEGO minifiguur-vorm in The Lego Batman Movie. De stem van Poison Ivy werd ingesproken door Riki Lindhome. De Nederlandse stem van Poison Ivy werd ingesproken door Hilde de Mildt.

### Televisieseries
- Ivy deed mee in de animatieserie Batman: The Animated Series, en de erop volgende serie The New Batman Adventures. Tevens verscheen deze versie van Poison Ivy in de serie Justice League en in een aflevering van de serie Static Shock. In deze series is Ivy nog meer in staat iemand te verleiden, en werd haar relatie met Harley Quinn geïntroduceerd.
- Ivy heeft tevens een rol in de animatieserie The Batman. Hierin is Ivy een jonge milieuactiviste wier verleden sterk verbonden is met dat van Barbara Gordon.
- Ivy heeft ook een rol in de serie Gotham. In het eerste seizoen verschijnt Ivy Pepper nog als een kind en wordt ze gespeeld door Clare Foley. Later is Ivy in het derde seizoen plots veranderd in een tiener door een vergiftige rivier en wordt ze gespeeld door Maggie Geha. In het vierde seizoen begaat ze haar laatste transformatie tot een volwassenen en wordt ze gespeeld door Peyton List.

### Videospellen
- In het videospel Batman: Arkham Asylum heeft Ivy een ander uiterlijk. Ze heeft wel nog steeds vaardigheden zoals immuniteit voor gif, gif verspreiden door een kus en liefde voor planten. Ze ontsnapt uit haar cel door toedoen van Harley Quinn en verstopt zich in de Botanische Tuinen van Arkham Asylum. Daar zijn planten die gemuteerd zijn door Titan, een middel ontworpen door dr. Young. The Joker heeft tevens een speciaal geheim lab in de botanische tuinen waar hij Titan produceert. Batman wil een antigif creëren tegen Titan, maar heeft Ivy daarvoor nodig. Hij vraagt Ivy om een antigif en ze vertelt onder bedreiging dat Batman alle planten op Arkham eiland vernielt, dat de venomplant in Killer Croc's grot groeit. Batman gaat naar Killer Croc, maar ondertussen injecteert Joker Ivy met Titan, waarna ze het eiland overwoekert met enorme planten. Batman creëert een antigif en keert terug naar de Botanische tuinen, waarna hij Ivy verslaat. In het laatste stukje van de game is te zien dat Ivy terug naar haar cel wordt gebracht, zwaar vermoeid.
- Ivy verschijnt tevens ook in het vervolgspel Batman: Arkham City. Hierin heeft ze een deal gesloten met Catwoman om geld te stelen uit de kluis van Hugo Strange. In het laatste spel Batman: Arkham Knight is ze een van de bondgenoten van Batman. De stem van Poison Ivy in de Arkham spellen werd ingesproken door Tasia Valenza.